# Château de la Royère
Le château de la Royère est un château en ruines situé à Néchin, dans le Hainaut, en Belgique.

## Histoire
Les premières mentions connues pour ce domaine remontent au XIe siècle.
À cette époque, ce château appartient à Ingebrand de Wattrelos qui le reçoit en dot par son mariage avec Havide de Néchin.
Il serait occupé selon une chronique non authentifiée par un châtelain, Raoul de la Royère, d'origine flamande, très belliqueux avec son épouse Berthe de Verdun. Afin de récupérer toutes les possessions, il organise un macabre scénario pour se débarrasser de sa famille. Finalement, ils y perdent tous la vie.
Le château de la Royère est construit au XIIIe siècle par Arnaud d'Audenarde, un célèbre croisé flamand, qui se fait également remarquer à la bataille de Bouvines. De par son emplacement entre la Lys, l’Escaut et le village d’Espierres, le château jouit d’une position stratégique qui lui permet de barrer la route aux armées venant du sud pour atteindre les plaines flamandes. Le château de la Royère joue un rôle non négligeable lors de la bataille des éperons d’or. À l’époque, il était aux mains d’une garnison française. Après la bataille, le château est pris d’assaut par des milices flamandes venues de Lille, de Courtrai et de Ypres. Durant la guerre de Cent Ans, ce sont des Raubritter (des chevaliers brigands) qui viennent s’y installer. Avec l’arrivée de l’artillerie, l’importance du château en tant que place forte diminue. Le château de la Royère est aujourd’hui en ruines et figure sur la liste du patrimoine immobilier classé d'Estaimpuis. Des travaux sont en cours pour l’empêcher de se délabrer davantage. Malgré ses caractéristiques architecturales uniques de style roman, le site est relativement peu connu.

Les ruines du château
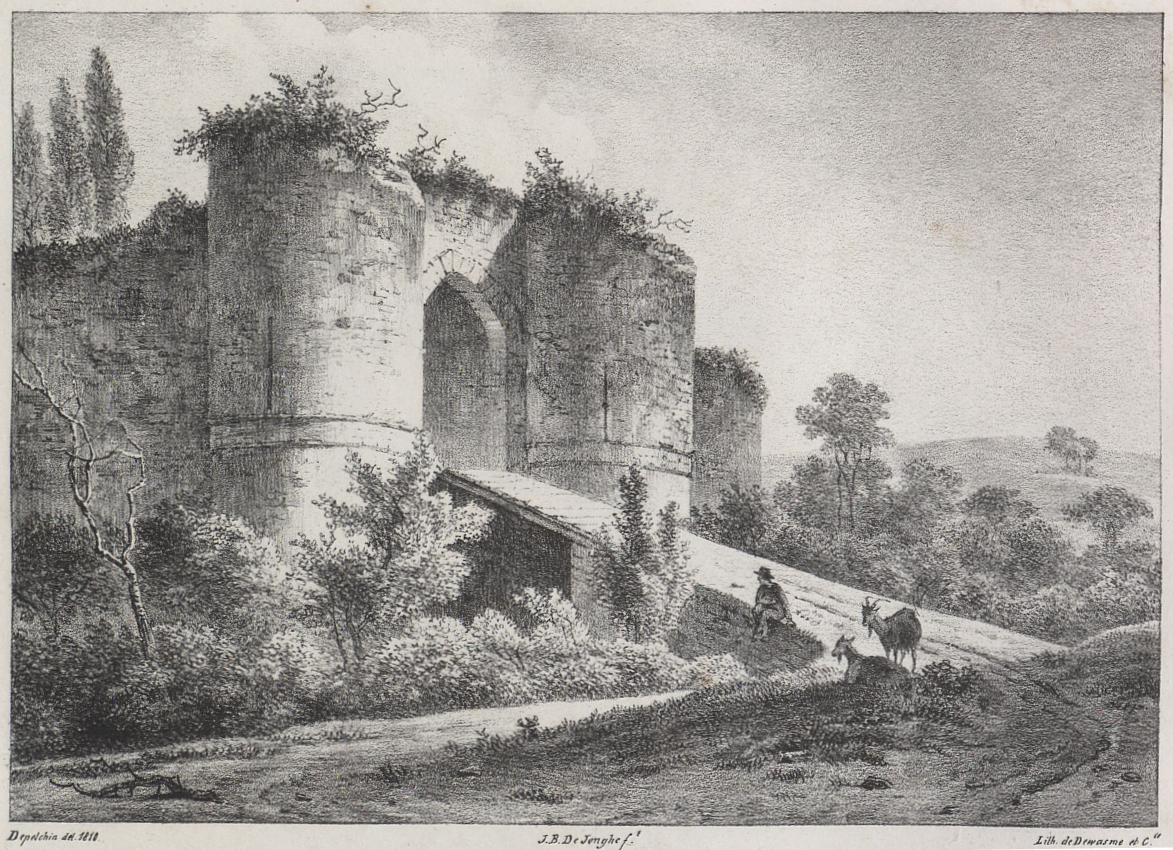
Les ruines en 1810 par Jan Baptiste de Jonghe.
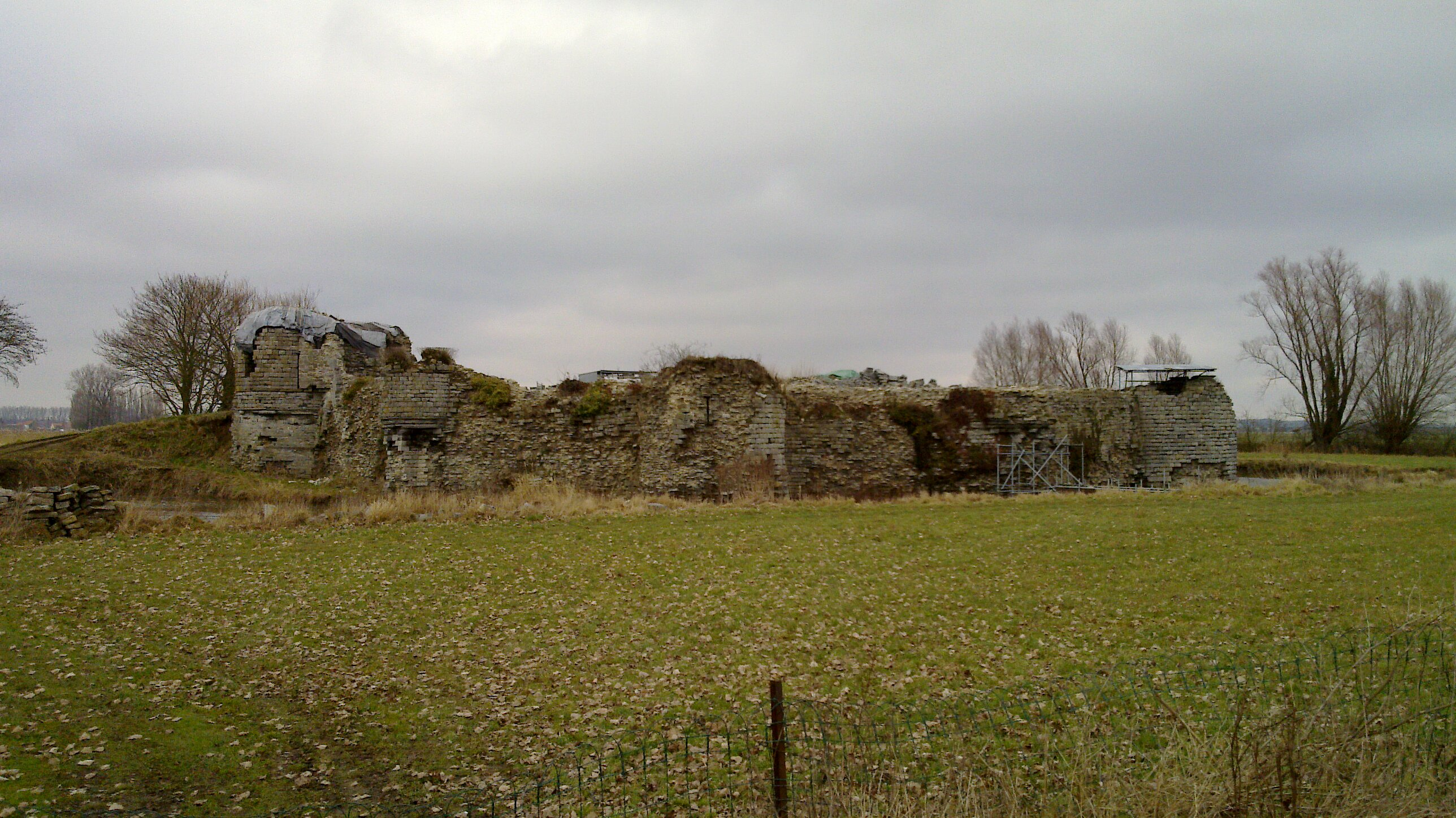
Les ruines en 2010.
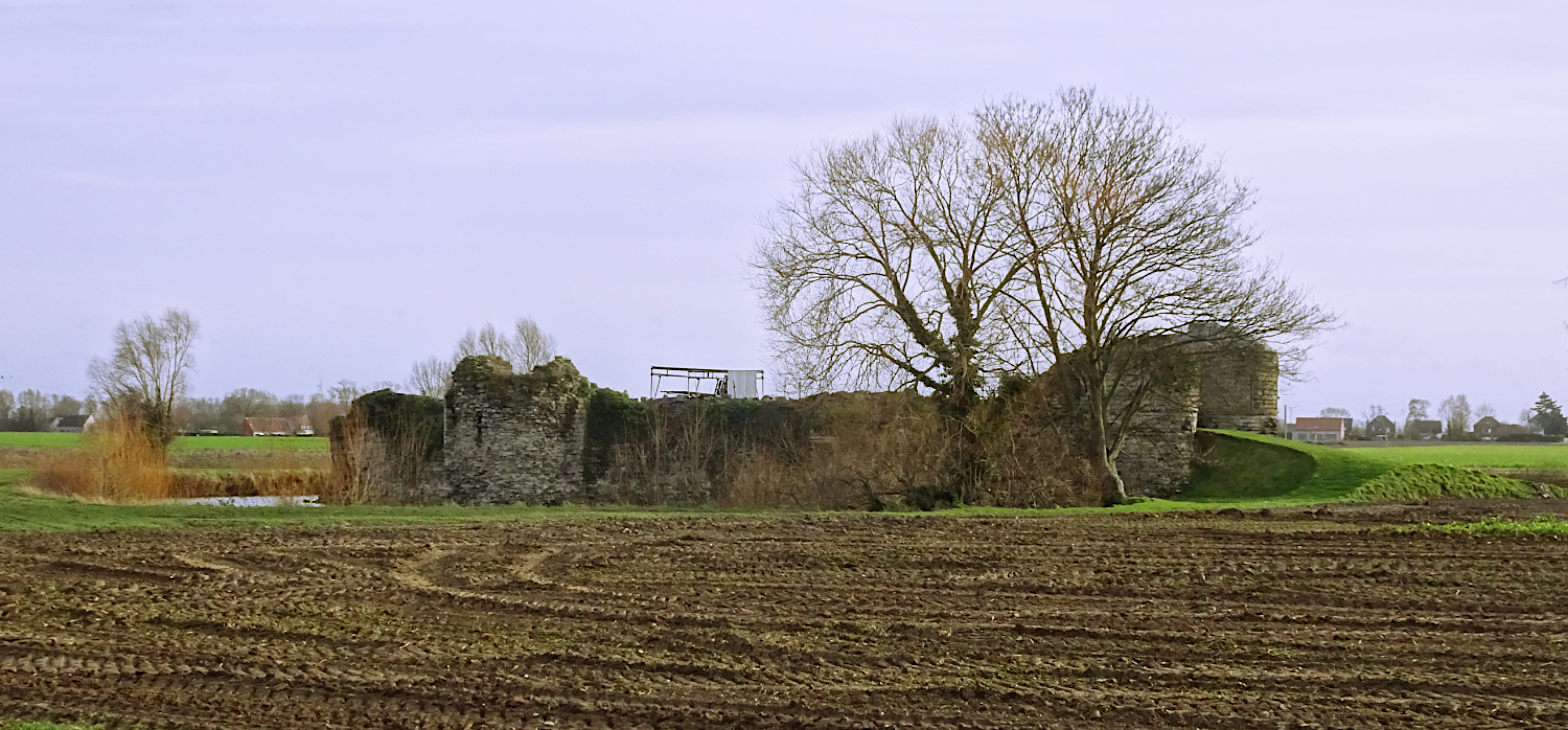
Les ruines en 2023.